# Spookyfish
«Spookyfish» («El pez espeluznante» en Hispanoamérica, «El pez endemoniado» en España) es el episodio 28 de South Park correspondiente al decimoquinto capítulo de la segunda temporada. Fue estrenado el 28 de octubre de 1998.

## Argumento
Los chicos se preguntan por qué Cartman no fue a la escuela hasta que lo encuentran por el camino. Cartman luce diferente no solo porque luce una barba sino porque se muestra muy amable con sus amigos, lo que hace que Stan, Kyle y Kenny se pregunten qué es lo que pasa. 
La familia Marsh recibe la "visita mensual" de la tía Flo (en español, la tía Regla) y le regala a Shelley un equipo de sonido y a Stan una pecera con un pez de color el cual mira atentamente a Stan, por lo que este empieza a sentir algo de miedo. Aun así y por órdenes de su madre lo pone en su dormitorio.
Al día siguiente, mientras esperan el bus Kyle y Stan siguen preguntándose por qué Cartman se ha vuelto tan amable; sin embargo este se aparece con su actitud de siempre y diciendo "super" a cada rato. Sin embargo por la noche, Cartman se aparece por la casa de Kenny para llevarles provisiones ya que había una incesante tormenta. En la casa de los Marsh, Stan no logra dormir por culpa del pez, el cual le espanta. Primero lo ve cerca de su cama, y después el pez le escribe en la pecera "Te voy a matar", más tarde Stan ve en su cuarto el cuerpo de una persona y se lo atribuye al pez, a lo que su madre esconde al cadáver para proteger a su hijo creyendo que fue él quien cometió el asesinato. Lo mismo sucede al amanecer.
Al día siguiente, Stan le cuenta a Kyle sobre su pez, mientras tratan de armar una calabaza para el concurso de linternas de calabazas. Kenny trae un calabacín por lo que es reprochado principalmente por Cartman, quien se dirige a la cocina para sacar un cuchillo. Cuando regresa vuelve a tener una barba y se muestra muy amable con Kenny ante la sorpresa de todos.
Después, mientras Stan, Kyle y Kenny esperan el bus, Cartman aparece. En eso le hacen ver que él "no puede estar parado ahí porque está parado allá". Es cuando se esclarece que había dos Cartman distintos entre sí.
Cuando el Chef se entera de esto y empieza a hacer preguntas, les hace ver a los chicos que el Cartman barbudo es el opuesto "malvado" del Cartman "bueno" (aunque debería ser al revés) y que en algún lado de South Park hay un portal que conecta ese mundo con otro. Stan cree que su pez proviene de ese mundo y le pregunta a su tía Flo donde lo compró. Ella le dice que lo compró en una tienda donde había un cementerio indio. Luego de eso, la tía de Stan es asesinada por el pez aunque una vez más Sharon cree que su hijo asesinó a su tía. Cuando el oficial Barbrady decide investigar en la casa de los Marsh supuestas desapariciones de personas, Sharon lo golpea con una sartén y lo encadena en el sótano para que no se lleven a su hijo a la cárcel, dejándolo sin pantalones. Randy a quien le desagradaba la tía Flo dice que podía hacer un nuevo comienzo.
Los chicos devuelven el pez a la tienda pero posteriormente las contrapartes malas de Stan y Kyle llegan con el fin de llevarse el Cartman opuesto de vuelta a la otra dimensión y estos son ayudados por el Cartman original. Mientras tanto los animales de la otra dimensión, incluyendo al pez de Stan, masacran a las personas del pueblo. Sharon se da cuenta de que era el pez y no su hijo quien mataba a las personas. Con una pistola, los malignos Stan y Kyle tratan de llevarse al otro Cartman de vuelta a su dimensión con un arma especial pero el Stan original toma control del arma y envía a los malignos Stan y Kyle de vuelta a su dimensión y después de decidir quedarse con el otro Cartman, el original y el otro pelean hasta que el barbudo pierde su barba. Por una confusión, el llamado Cartman malo es disparado por Stan a la otra dimensión creyendo haberse desecho del original mientras el Cartman malvado exclama "¡vayanse al carajo!". Posteriormente Barbrady aun sin pantalones y liberado por Randy decide poner orden en el pueblo. Pero ya casi todas las personas habían sido asesinadas.

## Curiosidades
- La amiguto de Kenny no apareció.

## Muerte de Kenny
Lo mata el pez malvado de Stan dentro de su pecera como una licuadora. Su madre llega para buscar a su hijo pero no quisieron decirle a su madre que Kenny estaba muerto y como su madre estaba borracha la madre de Stan decide botarla de la casa y la madre diciendo " Mi Kenny solía bailar y cantar".